# リグノセリン酸
リグノセリン酸（リグノセリンさん、C24:0, 英: lignoceric acid）はテトラコサン酸とも呼ばれ、 C23H47C(=O)OH という構造式で表される飽和脂肪酸である。乾留液やセレブロシド類の分解物中に見られる。ほとんどの脂肪に少量含まれており、ピーナツ油の成分の 1.1%–2.2% はリグノセリン酸である。リグニン合成の副産物としても作られる。また、還元するとリグノセリルアルコールが得られる。